# Ronan Parke
Ronan David Parke (født 8. august 1998) er en engelsk sanger, der blev kendt, efter at han var med i Britain's Got Talent som 12-årig. Han opnåede en femteplads i konkurrencen og fik efterfølgende en pladekontrakt, og det selvbetitlede debutalbum udkom i oktober 2011.